# 上海市甘泉外国语中学
上海市甘泉外国语中学是上海市普陀区区重点中学（普陀區实验性示范性高中）以及上海市特色普通高中，上海首批可招收外国学生的学校之一。學校始建于1954年，1972年開設日語教育。2003年3月，外国学生部成立。2007年則開始接收主修德语、英语的双外语学生。学校在2010年开办了德语班。2018年入选上海市特色普通高中。目前學校以英、日、德、法、西为第一外语，韩、泰为第二外语。学校共有两个校区。